# Коллинсон, Джеймс
Джеймс Ко́ллинсон (англ. James Collinson, 9 мая 1825 — 24 января 1881) — английский живописец Викторианской эпохи, член Братства прерафаэлитов с 1848 года по 1850 гг.

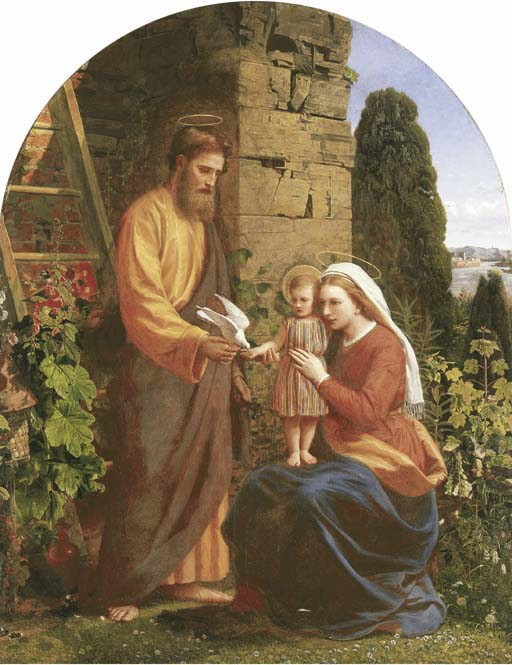
Святое семейство (The Holy Family), 1878

## Биография
Был верующим христианином, поэтому в своем прерафаэлитском творчестве уделял особое внимание духовным аспектам. Обратился в католицизм, но потом был вынужден вернуться в лоно англиканской церкви, чтобы сочетаться браком с Кристиной Россетти (поэтессой и сестрой Данте Габриэля Россетти). Однако угрызения совести заставили Коллинсона снова возвратиться в католицизм и разорвать помолвку. Когда в 1850 году Милле обвинили в богохульстве из-за картины «Христос в родительском доме», Коллинсон отвернулся от Братства.
Наиболее известные картины написаны на христианскую тематику. Это «Отречение Елизаветы Венгерской» (англ. The Renunciation of St. Elizabeth of Hungary, 1850) и «Святое семейство» (англ. The Holy Family, 1878).
Какое-то время Коллинсон собирался стать священником и обучался в иезуитском колледже, но не окончил обучение. После этого написал несколько картин уже не на религиозную тему, в частности «Позволять» (англ. To Let) и «На продажу» (англ. For Sale, 1857), на обоих полотнах изображена красивая женщина в ситуации нравственного выбора.
В 1858 году женился на Элизе Уилер (англ. Eliza Wheeler), родственнице художника Джона Херберта.